# Huaraz

Huaraz (quechua: Waras) är en stad i västra Peru, och är den administrativa huvudorten för departementet Áncash samt provinsen Huaraz. Folkmängden uppgick till 118 836 invånare 2017. Huaraz grundades 20 januari 1574, och är belägen på en höjd av 3 052 m ö.h. Staden drabbades hårt av jordbävningen i Áncash 1970, då en stor del av staden förstördes.